# Jiří Roháček
Jiří Roháček (21. července 1962 Praha – 24. června 2023) byl český historik, epigrafik a pedagog.
Studoval na katedře pomocných věd a archivnictví Filosofické fakulty Univerzitě Karlovy, kterou absolvoval v roce 1985 (1986 PhDr.), poté pracoval na interní aspirantuře pro dějiny výtvarných umění na Ústavu teorie a dějin umění ČSAV, kterou dokončil v roce 1995 kandidátskou prací. Od roku 2005 vedl oddělení dokumentace Ústavu dějin umění Akademie věd České republiky a od roku 2005 vedl tamější pracoviště centrum epigrafických a sepulkrálních studií. Po letitých zkušenostech výuky na vysokých školách se v roce 2017 habilitoval pro oblast pomocných věd historických na své alma mater.
Hlavním oborem zájmu byla epigrafika a sepulkrální památky nahlížené interdisciplinárně. Stál u vzniku velkého soupisového projektu českých nápisových památek Corpus inscriptionum Bohemiae (za jeho života však vyšly pouze dva díly věnované Kutné Hoře), se vznikem centra epigrafických a sepulkrálních studií stál u projektu Epigraphica et Sepulcralia (v roce 2000), ze kterých byly pravidelně publikovány sborníky.

### Absolventské práce
- Nápisy na nástěnných malbách do poloviny 14. století v Čechách a na Moravě, 1985, diplomová práce, vedoucí Ivan Hlaváček
- Epigrafika města Kutné Hory, 1995, kandidátská práce

### Monografie
- Sepulkrální plastika jagellonského období v Čechách: figura a písmo (spolu s Janem Chlíbcem),  Praha 2011, anglicky Artefactum Praha 2014
- Monumenta mortis et memoriae: sepulkrální skulptura ve výtvarném umění českého středověku (spolu s Janem Chlíbcem) Praha 2011
- Soupis sekundárních pramenů k epigrafickým a sepulkrálním památkám, uložených v archivech České republiky. (Spolu s Vladimírem Růžkem. Odbor archivní správy a spisové služby MV ČR a ÚDU AV ČR Praha 2019, ISBN 978-80-7616-006-4
- Umlčené hlasy – Rekviziční dokumentace zvonů českého, moravského a slezského pohraničí z let 1942–1943 (spolu s Radkem Lungou), 2021